# Agoueinit
Agoueinit är en kommun i departementet Néma i regionen Hodh Ech Chargui i Mauretanien. Kommunen hade 10 190 invånare år 2013.